# Patrick Muldoon
Pour les articles homonymes, voir Muldoon.
Patrick Muldoon, né le 27 septembre 1968, est un acteur et musicien américain.

## Biographie
Patrick Muldoon est né à Los Angeles, en Californie. Il est le fils de Deanna, mère au foyer, et de William Patrick Muldoon II, avocat. Il est d'ascendance irlandaise du côté de son père et croate du côté de sa mère. Il a étudié à la Loyola High School, une école jésuite. En 1991, Patrick Muldoon a été diplômé de l'université du Sud de la Californie où il a été membre de la fraternité Sigma Chi et de l'équipe de football, les USC Trojans, au poste de tight end.

## Carrière
Patrick Muldoon a été le premier acteur à tenir le rôle d'Austin Reed dans Des jours et des vies, un rôle qu'il a tenu de 1992 à 1995 et de septembre 2011 à juillet 2012. Il a tenu un rôle dans la série Sauvés par le gong (1991). Ensuite, il a interprété le rôle de Richard Hart dans le soap Melrose Place (1995-1996). Il a aussi tenu le rôle d'Edmund dans Le Roi Lear. Il est peut-être plus connu pour ses rôles dans Starship Troopers (1997) et Ice Spiders (2007). Il continue à jouer dans de nombreux téléfilms.
Il est également le chanteur et guitariste du groupe de rock The Sleeping Masses.

## Vie privée
Patrick Muldoon a été en couple avec Tori Spelling (1995), Stacy Sanches (1996-1998), Denise Richards (1998), Juliette Binoche (2002-2006) et Eve Mauro (2008-2009).

## Filmographie

### Acteur

#### Cinéma
- 1993 : Rage and Honor II de Guy Norris : Tommy Andrews
- 1997 : Starship Troopers de Paul Verhoeven : Zander Barcalow
- 1998 : Vilaine (Wicked) de Michael Steinberg : Lawson Smith
- 1998 : L'Invasion finale (The Second Arrival) de Kevin Tenney : Jack Addison
- 1999 : Stigmata de Rupert Wainwright : Steven
- 2001 : Blackwoods de Uwe Boll : Matt Sullivan
- 2001 : Bad Karma de John Hough : Dr Trey Campbell
- 2002 : Frères de sang (Whacked!) de James Bruce : Mark Steward
- 2002 : Heart of America de Uwe Boll : Ryan Brennan
- 2008 : Broken Angel de Aclan Bates : Kevin
- 2008 : Japan de Fabien Pruvot : Chauffeur de taxi
- 2009 : Locked (The Steam Experiment) de Philippe Martinez : Christopher
- 2010 : Repo de Benjamin Gourley : Jeffery Maiser
- 2011 : Last Will de Brent Huff : Joseph Emery
- 2011 : Born to Die de James Fargo : Alex
- 2013 : Spiders 3D de Tibor Takács : Jason Cole
- 2015 : Badge of Honor de Agustín Fernández : Aaron Wilde
- 2015 : The Wicked Within de Jay Alaimo : Dr Adams
- 2016 : Fishes 'n Loaves: Heaven Sent de Nancy Criss : Pasteur Randy Michaels
- 2016 : Little Dead Rotting Hood de Jared Cohn : Adjoint Henry
- 2017 : American Satan de Ash Avildsen : SS Singer
- 2017 : Saving Christmas de Tom DeNucci : Sammy
- 2018 : A Dog & Pony Show de Demetrius Navarro : Rusty Wiggins
- 2018 : Alpha Wolf de Kevin VanHook : Reed
- 2018 : Runnin' from My Roots de Nancy Criss : Seth Ingram
- 2020 : Arkansas de Clark Duke : Joe
- 2020 : Arnaque à Hollywood (The Comeback Trail) de George Gallo : Franck Pierce
- 2021 : Vanquish de George Gallo : Agent Monroe
- 2021 : Deadlock de Jared Cohn : Mack Karr
- 2022 : Marlowe de Neil Jordan : Richard Cavendish

#### Télévision
Séries télévisées
- 1990 : Madame est servie (Who's the Boss ?) : Matt (saison 7, épisodes 2 et 8)
- 1991 : Sauvés par le gong (Saved by the Bell) : Jeffrey Hunter (saison 3, épisodes 1, 3 et 9)
- 1992 : Les Dessous de Palm Beach (Silk Stalkings) : Charles Lantman (saison 2, épisode 2)
- 1992 - 1995 : Des jours et des vies (Days of our Lives) : Austin Reed
- 1995 - 1996 : Melrose Place : Richard Hart (saisons 3 à 5 - rôle récurrent, 35 épisodes)
- 2011 - 2012 : Des jours et des vies (Days of our Lives) : Austin Reed

Émissions de télé-réalité
- 2012 : Celebrity Ghost Stories (saison 4, épisode 14)
- 2013 : Hell's Kitchen (saison 11, épisode 19)
- 2019 : Les Real Housewives de Beverly Hills (saison 9, épisodes 9 et 15)

Téléfilms
- 1996 : Une dette mortelle (Deadly Pursuits) : Tim Faulkner
- 1998 : Black Cat Run : Johnny Del Grissom
- 1999 : L'équipe rouge (Red Team) : Jason Chandler
- 2000 : Randonnée fatale (Final Ascent) : Viggo
- 2000 : Priorité absolue (Chain of Command) : Agent spécial Michael Connelly
- 2002 : Project Viper : Mike Connors
- 2004 : Un Fiancé pour Noël (A Boyfriend for Christmas) : Ryan Hughes
- 2006 : Les Magichiens (Miracle Dogs Too) : Dr Jeff
- 2007 : Dangereuse convoitise (Point of Entry) : Caleb Theroux
- 2007 : Ice Spiders : Araignées de Glace (Ice Spiders) : Dan « Dash » Dashiell
- 2008 : Un Noël plein de surprises (Christmas Town) : Kevin O'Reilly
- 2010 : Turbulences en plein vol (Turbulent Skies) : Charles Devain
- 2010 : Les sept aventures de Sinbad (The 7 Adventures of Sinbad) : Adrian Sinbad
- 2011 : Milf Money : Dan
- 2013 : Double destinée (All About Christmas Eve) : Tino
- 2013 : Dans l'ombre du doute (In the Dark) : Dan Lear
- 2013 : Un Noël qui a du chien ! (Holiday Road Trip) : Patrick
- 2013 : Dans les griffes de ma belle-mère (Deadly Revenge) : Jack
- 2014 : Le chien qui a sauvé pâques (The Dog Who Saved Easter) : Fred Stein
- 2014 : La Veuve noire (Fatal Acquittal) : Scott
- 2014 : Un patient troublant (Patient Killer) : Derek Barris
- 2014 : Noël au Soleil (Christmas in Palm Springs) : Joe Brady
- 2015 : Le chien qui a sauvé l'été (The Dog Who Saved Summer) : Fred Stein
- 2015 : Robo-Dog : le chien surnaturel (Robo-Dog) : Tom Austin
- 2015 : La promenade de Noël (A Dogwalker's Christmas Tale) : Byron Paxton
- 2015 : Un duo d'enfer pour Noël (A Christmas Reunion) : Jack Evans
- 2015 : L'Avenir du Ranch (A Horse Tail) : Michael
- 2016 : My Best Friend : Allen
- 2016 : Mon sauveur, cet assassin (His Secret Past) : Charles
- 2017 : Jamais tu ne me quitteras (Boyfriend Killer) : Charles Durro
- 2017 : Robo-Dog se déchaîne (Robo-Dog: Airborne) : Tom Austin
- 2018 : Enfants stars, adolescence brisée (A Tale of Two Coreys) : Bob Feldman
- 2018 : Bernie le dauphin (Bernie the Dolphin) : Bob Ryan
- 2019 : My Adventures with Santa : Josh Nolan
- 2019 : Bernie le dauphin 2 (Bernie the Dolphin 2) : Bob Ryan

### Producteur
- 2022 : Marlowe de Neil Jordan

## Voix francophones
En France, Maurice Decoster est la voix régulière de Patrick Muldoon depuis 2010. Antoine Tomé a été sa première voix.
En France
| - Maurice Decoster dans : - Turbulences en plein vol (téléfilm) - Double destinée (téléfilm) - Dans les griffes de ma belle-mère (téléfilm) - Un patient troublant (téléfilm) - Noël au soleil (téléfilm) - Le chien qui a sauvé Pâques (téléfilm) - La Veuve noire (téléfilm) - Finders Keepers (téléfilm) - Un duo d'enfer pour Noël (téléfilm) - Le chien qui a sauvé l'été (téléfilm) - La promenade de Noël (téléfilm) - Mon sauveur, cet assassin (téléfilm) - Jamais tu ne me quitteras (téléfilm) - Enfants stars, adolescence brisée (téléfilm) - Dakota - Marlowe | - Antoine Tomé dans : - Melrose Place (série télévisée) - Red Team - Randonnée fatale (téléfilm) - Dangereuse Convoitise (téléfilm) Et aussi - Bruno Choël dans Starship Troopers - William Coryn dans Une dette mortelle |